# Tyler Henry
Tyler Henry Koelewyn es una personalidad de reality show estadounidense que aparece en la serie Hollywood Medium con Tyler Henry como un "medium clarividente". La serie comenzó su transmisión en el E! Television Network en los Estados Unidos en enero de 2016, y fue el lanzamiento más grande de E! De una serie sin guion no derivada de otra en los tres años previos con 3.2 millones de espectadores para su tercer episodio. En noviembre de 2016, Henry publicó una memoria, Between Two Worlds: Lessons from the Other Side (Entre dos mundos: Lecciones desde el otro lado).
Activistas escépticos y otras personalidades, incluido John Oliver, preocupados por el aumento de la popularidad de Henry, han intentado activamente contrarrestar la percepción pública de que lo que hace Henry es real. Numerosos críticos sostienen que las lecturas de Henry se realizan utilizando técnicas engañosas de lectura en frío y lectura en caliente, y no con "poderes psíquicos". Susan Gerbic y otros también critican su programa de televisión por tomar como blanco a personas que están afligidas y vulnerables, y explotarlas para crear entretenimiento.

## Primeros años
Henry es originario de Hanford, California, una pequeña ciudad rural cerca de Fresno.
Según Henry, se dio cuenta de que tenía habilidades clarividentes cuando tenía diez años. Después de dar lecturas a estudiantes y maestros en la Escuela Secundaria Sierra Pacific de Hanford, de donde se graduó en un programa académico acelerado, Henry inicialmente aspiró a asistir a la universidad y convertirse en enfermero de hospicio. Sin embargo, Henry pronto fue "descubierto". En poco tiempo, ganó una clientela de celebridades y un acuerdo de desarrollo de reality shows televisivos. Henry comenzó a filmar su serie de televisión para E! cuando tenía 19 años. Y el programa comenzó a emitirse una semana después de su vigésimo cumpleaños. Según se ha reportado, Henry agradece el escepticismo sobre su trabajo: "Estoy conforme con que las personas hagan preguntas", le dijo a Fresno Bee.
Henry es abiertamente gay.

## Carrera profesional
En noviembre de 2015, Henry apareció en Keeping Up with the Kardashians.
Hollywood Medium con Tyler Henry se estrenó en E! el 24 de enero de 2016. Después de un exitoso estreno, E! ordenó dos episodios adicionales, lo que hace un total de 10 episodios. En marzo de 2016, se anunció que E! había ordenado una segunda temporada del programa. Una memoria, "Between Two Worlds", fue lanzada en 2016.
Henry ha realizado lecturas para muchas celebridades, como Nancy Grace, Alan Thicke, el jugador retirado de la NBA John Salley y los actores Monica Potter, Amber Rose, Jaleel White, las Kardashians, Carmen Electra, Matt Lauer, Chad Michael Murray, Rick Fox, Megan Fox, Chrissy Metz, Kristin Cavallari, Bobby Brown, Roselyn Sanchez, Tom Arnold, Erika Jayne y muchos más. La muerte de Alan Thicke varios meses después de su lectura con Henry se ha convertido en tema de informes y controversia de los medios.
En 2016, Henry publicó una memoria titulada "Between Two Worlds: Lessons from the Other Side" (Entre dos mundos: Lecciones desde el otro lado).
En febrero de 2018, People.com publicó un artículo antes de la tercera temporada de Hollywood Medium . El artículo detallaba las afirmaciones de Henry sobre sus habilidades, el desarrollo de sus "poderes" y su lectura con La Toya Jackson que saldría al aire en la nueva temporada, en la que afirmó ponerse en contacto con Michael Jackson.

### Muerte de Alan Thicke
El 13 de diciembre de 2016, el actor Alan Thicke murió debido a una disección aórtica a la edad de 69 años. Varios meses antes de su muerte, Thicke fue objeto de una lectura realizada para el programa de televisión Hollywood Medium. Entre los muchos temas discutidos por Henry, se abordó la preocupación de posibles problemas cardíacos:
"Cuando se trata de una perspectiva genética familiar, es posible que dentro de su familia haya varios hombres que a una edad posterior tengan que lidiar con un problema de presión arterial, pero también con un soplo cardíaco o arritmia cardíaca, pero tengo que irme al corazón que se correlaciona con la presión arterial. Por lo tanto, tenga esto en cuenta, tengo un par de personas que transmiten un sentido similar diciendo que tengan en cuenta su propio corazón. Hay un hombre muy terco que falleció, reconoce que murió por un problema cardíaco. Su mensaje es: no seas terco como yo ... podría haber sido tratable si lo hubiéramos sabido."
Después de que Thicke murió, los fanes de Henry hicieron referencia a esta parte de su lectura como evidencia de que Tyler había predicho la muerte de Thicke. Varios medios de comunicación informaron sobre esto sin ninguna postura crítica, algunos incluso con titulares sensacionalistas como "Tyler Henry misteriosamente predice la muerte de Alan Thicke en Hollywood Medium".
La activista escéptica Susan Gerbic cuestionó la afirmación de que esta fue una predicción psíquica exitosa en un artículo del 15 de septiembre de 2017 en Skeptical Inquirer. En un desglose detallado de la lectura completa, Gerbic hace notar que inmediatamente después de las declaraciones anteriores, Thicke bromeó: "Gracias, doctor Henry, voy a tomar eso en serio". Gerbic dice que esto llevó a Henry a echar la cabeza hacia atrás y reírse. Gerbic dijo: "Menciono esto porque parece tan despiadado que si Henry REALMENTE pensara que el corazón de Thicke se detendría solo un par de meses después, debería haber sido menos impertinente al respecto, y en realidad tomarlo muy en serio". Gerbic continuúa diciendo:
"Tengamos en mente que Henry estaba de nuevo apostándole a las probabilidades. ¿La causa número uno de muerte para los hombres estadounidenses? Adivinaste: enfermedades cardíacas... Mi intención con esta investigación es mostrar que no hay evidencia de que esté ocurriendo ninguna comunicación con los muertos, todo lo que se dijo fueron generalidades o fue editado. Si este es un gran caso de predicción de alguien recibiendo una llamada del "otro lado" para que le revisen el corazón, ¿por qué fue tan vaga? ¿Acaso el  Medium de Hollywood culpa a Alan Thicke por no tomarse en serio la lectura de Henry?"

## Análisis crítico
Es la opinión de los escépticos científicos que el ser "medium" es una estafa, y que Henry no es una excepción. Como tal, activistas escépticos y otros preocupados por el aumento de la popularidad de Henry han intentado activamente contrarrestar la percepción pública de que lo que Henry dice hacer es real:
- Gerbic, miembro del Comité para la Investigación Escéptica, ha desestimado a Henry como uno de los muchos "vampiros de sufrimiento" que han ganado notoriedad cultural reciente, y es particularmente crítica con la aspiración declarada de Henry de ofrecer consejo a los padres que han perdido hijos por suicidio,[43] una práctica que Gerbic describe como "hacer presa de familias cuando están en sus momentos más desesperados y vulnerables".[44] Gerbic describe las actuaciones como "un tejido de mentiras", diciendo que personas como Henry "se aprovechan de los pobres y sin afecto".[45] A partir de febrero de 2018, ha publicado siete artículos que detallan cómo cree que las supuestas hazañas de Henry se llevan a cabo.[46][47][48][49][50][51][52] En marzo de 2018, Gerbic publicó un artículo en el sitio web Skeptical Inquirer que resume una serie de técnicas que, según ella, son utilizadas por psíquicos, como Henry, para lograr sus aparentes resultados.[53]
- La autora Sharon Hill, de Doubtful News y el podcast 15 Credibility Street, también ha criticado a Henry, afirmando que "difícilmente podemos considerar un talento el adivinar sobre la vida de las celebridades", señalando que sus éxitos aparentes en el programa son "editados astutamente" para Audiencias de televisión.[54]
- "Lo que Henry está haciendo no es entretenimiento", afirma el activista Hemant Mehta, "es un engaño". Mehta duda de que Henry se someta a ensayos científicos, y siente que él es "solo la última estrella telegénica en una red dedicada a celebrar a personas vacuas".[55]
- El neurólogo Steven Novella, fundador de la Sociedad Escéptica de Nueva Inglaterra  y anfitrión del podcast The Skeptics' Guide to the Universe, afirma que los psíquicos como Henry son "vampiros de sufrimiento" que dicen estar dando consuelo a las familias en duelo: "Henry desea insertar basura inventada. No es un consejero capacitado, y trabajar con el duelo es muy complicado. El potencial de daño es tremendo".[56]
- El oncólogo quirúrgico David Gorski de ScienceBlogs escribe en su artículo del 22 de enero de 2016 "El surgimiento de un nuevo vampiro de sufrimiento":

"La próxima generación de estafadores psíquicos ha llegado, dirigida por un apuesto muchacho de 20 años que se anuncia como tres, tres, tres estafadores psíquicos en uno. Primero, afirma ser un médium, alegando que puede comunicarse con los muertos. En segundo lugar, afirma ser clarividente, lo que implica que puede predecir el futuro. En tercer lugar, y finalmente, afirma ser un "médico intuitivo", definido como tener la "capacidad innata de describir la causa de una condición física o emocional a través de sentir o percibir la energía de otra persona".
Gorski continúa diciendo:
"Bien podría ser que, mientras Henry se limite a hacer lecturas sobre celebridades para su programa, todo lo que está haciendo es entretenimiento inofensivo. El problema es que sabemos que no se limita a eso. Él anuncia reservas privadas en su sitio web... ha declarado que quiere "ayudar" a los padres cuyos hijos muerto por suicidio, y sin duda antes de mucho tiempo lo hará. Probablemente el productor de su programa está buscando padres así de afligidos en este mismo momento, presas para el vampiro de sufrimiento, exhibidas para el entretenimiento mórbido de las masas."
- El escritor de espectáculos del Huffington Post, Cole Delbyck, criticó el programa y las afirmaciones de Henry de poder contactar a las celebridades con sus seres queridos fallecidos, diciendo que "según los avances, parece bastante explotador y de mal gusto".[58]
- El mentalista Mark Edward y Gerbic comentaron sobre las lecturas que Henry le dio a Ross Matthews, Margaret Cho, Jodie Sweetin y Jillian Rose Reed. Afirman que Henry no necesita saber a quién está leyendo de antemano, ya que "parece no ser más que una tibia lectura en frío, adulación y generalidades". Los asistentes en las entrevistas posteriores afirmaron que Henry había sido muy específico, pero Gerbic y Edward no pudieron encontrar un solo acierto, haciendo notar errores en la memoria de cada asistente.[59] En el caso de una lectura que Henry hizo para un editor del personal de la revista Cosmopolitan y que fue publicada en video por la revista,[60] Gerbic señala que también puede haber evidencia de que Henry tenga información de antemano, por lo que también estáría utilizando la técnica llamada "lectura en caliente".[61]
- Bobby Finger llama a Hollywood Medium "el peor programa en la televisión" y un "pequeño experimento engañosamente cruel de programación explotadora". Analizó un episodio en el que Henry se reunió con Carole Radziwill y mostró que todo lo que Henry le dijo era información pública fácilmente accesible. Concluye:

"La pérdida de un ser querido causa su propia terrible categoría especial de dolor, y explotar el dolor de alguien de una manera que presenta el más allá como este lugar sombrío y tenebroso donde nuestros amigos y familiares muertos están constantemente en la búsqueda de gente como el "Hollywood Medium"... para difundir un mensaje que es casi siempre: "Estoy bien", no solo estafa sus desesperadas y tristes víctimas quitándoles unos pocos arduamente ganados dólares, sino que desmerece el recuerdo de aquellos a quienes perdieron".
Susan Gerbic está de acuerdo con Finger en que "esto no es diversión inocente". Al analizar ese mismo episodio ella llegó a una conclusión ligeramente diferente. Ella afirma que Henry no necesita tener conocimiento a priori de entrevistados "porque solo necesita lanzar declaraciones generales y luego permanecer en silencio mientras el asistente completa los detalles". Ella hace notar el momento específico en que Radziwill le entregó a Henry un anillo de oro de mujer y Henry afirma que el anillo es una referencia a alguien que murió a una edad temprana, luego le preguntó si conocía a alguien que se ajustara a esa descripción. Radziwill dijo: "sí [pausa] una novia [pausa] su nombre es Carolyn". Gerbic señala que "es importante tener en cuenta estas pausas. Aquí es donde Henry simplemente deja que el asistente hable y suelte toda la información que él va a necesitar".
- En 2016, el Independent Investigations Group otorgó al programa de televisión de Henry el "Truly Terrible Television Award" (Premio al programa de televisión verdaderamente terrible), que decía: "En reconocimiento a la falta de integridad científica, y del engaño extraordinario y continuo al público estadounidense representado en este programa de televisión, el IIG desafortunadamente está obligado a presentar este premio a Hollywood Medium al programa de televisión realmente terrible de 2016.[64]: 06:15

- En un artículo de 2016 "The Hollywood Medium has a secret," (El Hollywood Medium tiene un secreto), Ryan Houlihan describe y analiza el fenómeno Tyler Henry desde una perspectiva escéptica. Explica cómo Tyler usa la lectura en frío, y probablemente también técnicas de lectura en caliente, para dar la ilusión de poderes psíquicos. Houlihan atribuye el éxito de Henry a la credulidad de las celebridades y de los medios de comunicación: "El truco de Henry está pulido, pero solo funciona porque tiene un gran apoyo". Además de las celebridades que entrevista, Henry parece contar con el respaldo total de la prensa de entretenimiento".[65]  Houlihan concluye así su artículo:

"Si Henry realmente puede hablar con los muertos, este sería el descubrimiento más importante en la historia del mundo. Pero en lugar de llevar su don a científicos o líderes religiosos, Henry ha decidido hablar con actores sobre sus abuelas y mascotas fallecidas en un reality show. Antes de que se publicara esta historia, "The Outline" le preguntó al publicista de Henry una última vez si podía demostrar sus habilidades con pruebas. No recibimos respuesta."
- En un artículo que escribió para Skeptical Inquirer en mayo de 2017, Susan Gerbic analizó con gran detalle un  popular video de la red E! de Henry haciendo una lectura a un fan, Jamie Horn. Después de la sesión con Henry, Horn dijo "¡Fue increíble y emotivo!" Pero la conclusión de Gerbic es que Henry simplemente usó técnicas de lectura en frío para engañarla:[66]

"Ella [Horn] no tiene la posibilidad en ese momento de hacer una pausa, retroceder y pensar realmente en lo que él está diciendo... [pero] lo que falta podría ser tan importante como lo que se dijo. Henry falló en decir cualquier cosa que pudiera considerarse específica. Nunca supo los nombres de nadie, carreras, años de muerte o nacimiento, pasatiempos, nada. Toda la información que arrojó fue general, y esperaba que Horn presentara las respuestas... Estas son declaraciones que encajan casi  con cualquier persona si eres lo suficientemente general."
- En junio de 2017, Nancy Grace se presentó para una lectura con Henry. Grace estaba convencida de que Henry se estaba comunicando con su padre muerto, así como con su prometido asesinado, y dijo que había recibido un cierre.[66] Después de la lectura, Grace dijo "había muchas cosas que [Henry] dijo que era imposible para él haber recopilado en Internet o incluso en una búsqueda por computadora, discursos que he dado, de cosas que han sucedido, me resulta difícil de creer... yo encuentro muchas de las cosas que me dijo absolutamente increíbles".[67] En abril de 2018, Susan Gerbic analizó la lectura y detalló en "Nancy Grace Should be Ashamed of Herself!N (Nancy Grace debería estar avergonzada de sí misma) exactamente cómo Grace había sido engañada por las técnicas fraudulentas habituales de lectura en frío y lectura en caliente utilizadas por los "vampiros de sufrimiento" como Henry para convencer a las personas de que tienen poderes paranormales.[67]
- En abril de 2018, Ben Fowlkes de MMAJunkie.com informó que, durante una lectura de la ex campeona de peso gallo femenino de la UFC, Ronda Rousey, Henry transmitió información sobre el suicidio de su padre, como si se hubiera obtenido a través de su habilidad como medium. Sin embargo, Fowlkes señala que la información "revelada" estaba fácilmente disponible a través de una búsqueda en Google porque Rousey había discutido públicamente estos detalles previamente en múltiples ocasiones.[68] Hacer esto es un ejemplo de un engaño llamado lectura en caliente .
- En un segmento de 2019 de Last Week Tonight, John Oliver criticó a los medios de comunicación por producir programas como The Hollywood Medium, porque convencen a los espectadores de que los poderes psíquicos son reales y, por lo tanto, permiten que los psíquicos del vecindario se aprovechen de las familias en duelo. Oliver dijo que Henry podría usar la lectura en caliente además de la lectura en frío . Como ejemplo, Oliver diseccionó la lectura de Henry de Matt Lauer sobre el viaje de pesca de padre e hijo que fue parte de la lectura. Oliver mostró ejemplos de información públicamente disponible sobre el amor de Lauer por la pesca con su padre, incluyendo a Lauer declarando esto en su propio programa varias veces. Oliver lo resumió así:

"Miren, quizás Tyler Henry realmente accedió al más allá, una acción que cambiaría fundamentalmente nuestra comprensión de todo en la Tierra. O tal vez simplemente buscó en Google 'papá de Matt Lauer' y se sacó la jodida lotería”.
Hablando de los psíquicos en general, Oliver dijo:
“En el mejor de los casos, es imprudente que un extraño intente ventriloquizar a los muertos. La pérdida es complicada y el duelo no se ve igual para todos. Pero en el peor de los casos, cuando las habilidades psíquicas se presentan como auténticas, esto envalentona a un vasto mundo subterráneo de buitres sin escrúpulos, más que felices de ganar dinero ofreciendo una línea abierta al más allá, así como muchos otros servicios falsos de porquería".